# 白发魔女传之明月天国
《白发魔女传之明月天国》是张之亮执导的一部3D武侠片，改编自梁羽生作品《白发魔女传》。徐克任艺术总监，黄建新监制，由博纳影业集团和幸福蓝海影视文化集团出品，范冰冰和黄晓明领衔主演，中国大陆原计划于2014年4月25日公映。后来调至暑期“七夕”上映。

## 剧情
明朝末年朝政腐败，奸臣宦官当道，地处东北部的满族清朝乘机崛起欲进攻大明。主要讲述明月寨主人玉罗刹（范冰冰 飾）与武当派掌门卓一航（黃曉明 飾）之间的爱恨情仇。

## 角色
| 演員   | 角色       | 備註                                           | 粤配                                                                                                   |
| 范冰冰 | 玉罗刹     | 明月寨的女主人，后改名为练霓裳                 | |
| 黄晓明 | 卓一航     | 武当派掌门                                     | 楊耀泰                                                                                                 |
| 赵文卓 | 金独异     | 川陕大军副统领，其实是后金大汗努尔哈赤的儿子   | 陳欣                                                                                                   |
| 王学兵 | 慕容冲     | 欲捉拿玉罗刹的捕头                             | 葉振聲                                                                                                 |
| 李欣汝 | 铁珊瑚     | 明月寨的侠女                                   | |
| 倪大红 | 魏忠贤     | 太监，九千岁                                   | |
| 承惠   | 紫阳道长   | 武当派老掌门，卓一航的师傅                     | |
| 徐向东 | 白石道长   | 卓一航的师叔                                   | 黃志明                                                                                                 |
| 肖荣生 | 袁崇焕     | 在辽东奉命抵抗清军的将领                       | |
| 叶童   | 凌慕华     | 玉罗刹已经逝去的师傅，由于受过情伤而不相信爱情 | |
| 童瑶   | 客娉婷     | 魏忠贤的女儿，对卓一航充满爱慕之情             | 莊巧兒                                                                                                 |
| 严屹宽 | 皇太极     | 率兵攻打明军的后金汗国贝勒                     | |
| 赖晓生 | 皇太极特使 |                                                | |
| 薛剑   | 黄叶道长   |                                                | 馮志輝                                                                                                 |
|        |            |                                                | 周奕勤 徐煒鏗 李忠強 陳德 黃鳳瓊 顧詠雪 李家傑 高翰文 楊啟健 劉文光 陳家豪 趙錦標 譚漢華 陳健豪 彭國樑 |

## 制作
张之亮表示自己很喜欢《白发魔女传》这个故事，早在五年前就想将这个故事搬上大银幕，而最终执导该片是缘起吴奇隆，“他很早就买了《白发魔女传》的版权，想做电视、电影、网游，三个版权都买下来，后来他拍了电视剧版，把电影版交给我。”在筹拍之初，张之亮还征求了徐克的意见，“我们讨论了很久，怎样把想象空间、3D等做出来，给人一个全新的武侠世界，所以就促成这件事情。”
2012年11月2日开机拍摄，2013年4月2日杀青，本片是两位山东演员黄晓明与范冰冰的首次合作。主演黄晓明在拍摄期间发生从高处坠落事故，造成脚趾受伤，被迫在轮椅上休养了数周。影片主创班底主要为香港电影人，董玮担任动作导演，叶锦添任服装设计，吴嘉葵任美术指导，金培达负责配乐。
在谈到与1993年版的《白发魔女传》对比时说，导演张之亮表示本片是基于原著的历史背景进行重新改编，“我觉得影片除了都是梁羽生先生的作品改编、片名都是《白发魔女传》，并且同样都受人重视以外，其他没有什么相同的地方”，“我是比较偏向于写实的，是依据真实的历史背景改编的，突出在大时代中的小人物，在家国之间进行取舍。而老版相对来说更注重于创作，所以说我们的故事跟上一版没什么太大的相似的地方。”张之亮在评价两个版本的时候还说，93版的《白发魔女传》男女主角之间互不信任，最终因为误会被拆散，“但在我的电影里，我把信任放到了第一位，我要让男女主角彼此之间无限信任”，“这一次的‘爱’与以往任何一种表达方式都不同，这个‘爱’并不仅是两人之间的爱，还包含了友情、亲情的爱，以及对国家的大爱。”

## 评价
影片收获许多批评，包括导演、故事、表演和台词等方面。
《广州日报》认为：“总的来说，整部影片够大气，但惊艳有余风情不足，也没有体会到“情殇”所带来的感动。影片既呈现了明末清初的时代背景，又把武当山、明月寨等拍得很有玄幻的感觉。但是，影片的感情递进缺乏层次感。比如卓一航与练霓裳的爱情进展显得突兀，让人不觉得抉择有什么难度，故而也不觉得有什么感动，恍惚间还有点琼瑶剧的感觉；武当三长老似乎特别容易轻信，随后又特别容易知错就改，误会的消解靠一句台词就能完成。此外，皇太极挥军南下侵犯明朝当在今东北辽宁境内，袁崇焕守卫的是辽东和山海关，片中抗击后金的却是金独异率领的西北川陕大军，令观众为影片呈现出来的地理知识而感到“捉急”。”
网易影评认为：“这是一部风格飘逸复古的武侠电影——剪辑很有性格，历史框架宏大完整，叙事规整铺垫严谨。梗还是老梗，风格怀旧，非常有魅力，但情节上几乎都是围绕在卓霓之间的爱恨情仇上黏黏糊糊地展开的，难免旧题重拍缺乏新意。黄晓明和范冰冰可能是迄今为止华语银幕上最没有化学反应的一对异性恋情侣。在这里几乎看不到她的演技，她被化妆成一名哥特女郎，像打扮好的SD娃娃，与黄晓明饰演的卓一航像僵尸一样地恋爱，像亲兄弟一样并肩作战。练霓裳念动咒语就变身冷血杀人机器的时刻可能是全片最缺乏说服力的一刻，这种诞生于上世纪50年代的武侠桥段，无论如何也应该改良一番才能编进电影里。”
《信息时报》认为：“影片剧情随意，处处有逻辑硬伤。明月寨或鬼魅或苍茫或有诗意，色彩饱满而丰富，3D视效不俗。而范冰冰融合哥特、暗黑系元素的杀马特造型，也是亮点。”，“或许是由于多名编剧的缘故，影片的内在冲突太明显，几条主线交替占领，没到最后一刻，你永远不知道该把注意力放在什么上面。最终的结果，是写金独异的编剧赢了，写袁崇焕、写武当派、写魏忠贤的编剧都输了，后三条主线也就被打入冷宫不复交代。影片槽点太多，武当三师叔的存在就是个笑话，身份定位模糊的捕头王学兵一句话煽动哗变更莫名其妙。电影的最后一幕，卓一航与练霓裳掉落悬崖，虽然你不知道为什么最终是飘落到银河中，但结束的那一刻实在有些大快人心，一是这对男女终于死了，二是电影终于结束了，有种熬过闷夏的感觉。”

## 票房
中国大陆自7月31日18点开始上映，首周三天半收获2.26亿人民币列首位；次周收1.23亿蝉联冠军；第三周收3700万列第五；最终累计3.89亿。
| 上一届： 《後會無期》 | 2014年中国内地一周票房冠军 第31-32週（7月28日-8月10日） | 下一届： 《驯龙高手2》 |

## 獎項

### 第34屆香港電影金像獎
| 年份   | 獲提名 | 獎項         | 結果 |
| ------ | ------ | ------------ | ---- |
| 2015年 | 董瑋   | 最佳動作設計 | 提名 |